# Sundsjö landskommun
Sundsjö landskommun var en tidigare kommun i Jämtlands län.

## Administrativ historik
Sundsjö landskommun inrättades i Sundsjö socken i Jämtland när 1862 års kommunalförordningar trädde i kraft 1863. Den upphörde vid kommunreformen 1952, då den gick upp i Revsunds landskommun. Sedan 1974 tillhör området Bräcke kommun.

## Kommunvapen
Sundsjö landskommun förde inte något vapen.

## Politik

### Mandatfördelning i valen 1938-1946
| 11 | 9 |

| 18 |

| 11 | 6 | 1 | 2 |

| 18 |

| 11 | 6 | 1 | 2 |

| 18 |